# Banisteriopsis scutellata
Banisteriopsis scutellata là một loài thực vật có hoa trong họ Malpighiaceae. Loài này được (Griseb.) B.Gates mô tả khoa học đầu tiên năm 1982.